# Месіанський юдаїзм

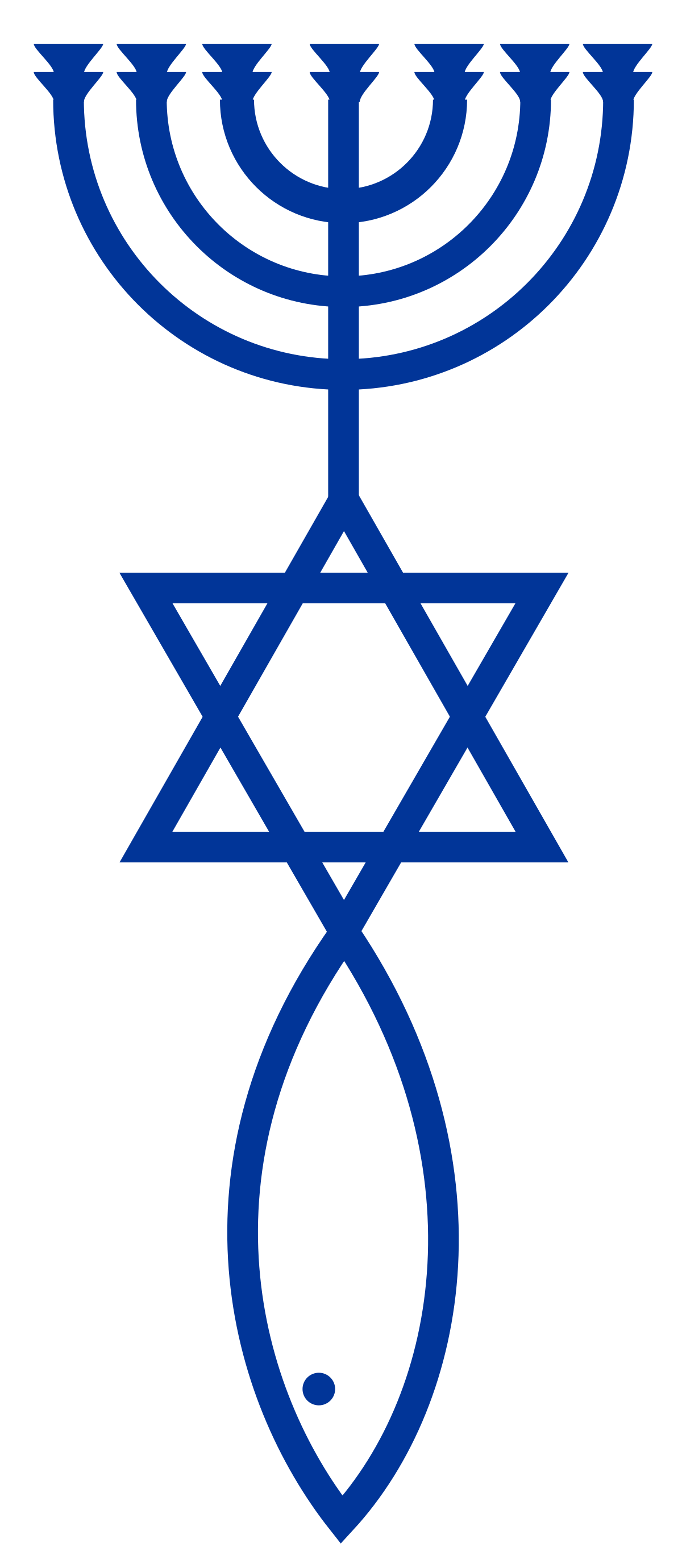
Месіанський символ

Месіанський юдаїзм — релігійний напрям серед євреїв та не-євреїв, послідовники якого вірять що Єшуа (Ісус Христос) є Сином Божим і рятівником всього людства, прихід якого обіцяний пророками. Святим письмом визнається лише Біблія.
Перший месіанський молитовний дім був заснований проповідником Йосифом Рабиновичем в 1884 році в Кишиневі. В 1960-ті роки в США виник рух історично пов'язаний з подібним рухом євреїв-християн в кінці XIX ст.
В 1986 році був створений Міжнародний Альянс Месіанських громад «IAMCS». На сьогодні найбільша кількість месіанських общин знаходиться в США. Існують значні общини в Німеччині, Україні, Росії. Рух  веде діалог з багатьма протестантськими та реформаційними церквами, займається доброчинністю.
Месіанський юдаїзм визнає Новий Заповіт і відкидає Усну Тору (Талмуд). Важливу роль в літургії відіграє читання Біблії. Головні ідеї месіанського юдаїзму викладені в книзі Давида Стерна «Месіанський єврейський маніфест».